# Matt Duchene
Matthew „Matt“ Duchene (* 16. Januar 1991 in Peterborough, Ontario) ist ein kanadischer Eishockeyspieler, der seit Juli 2023 bei den Dallas Stars aus der National Hockey League unter Vertrag steht. Zuvor war der Center knapp acht Jahre für die Colorado Avalanche, die ihn im NHL Entry Draft 2009 an dritter Gesamtposition ausgewählt hatten, sowie die Ottawa Senators, Columbus Blue Jackets und Nashville Predators aktiv. Mit der kanadischen Nationalmannschaft gewann er jeweils Goldmedaillen bei den Olympischen Winterspielen 2014 sowie bei den Weltmeisterschaften 2015 und 2016.

## Karriere

### Jugend

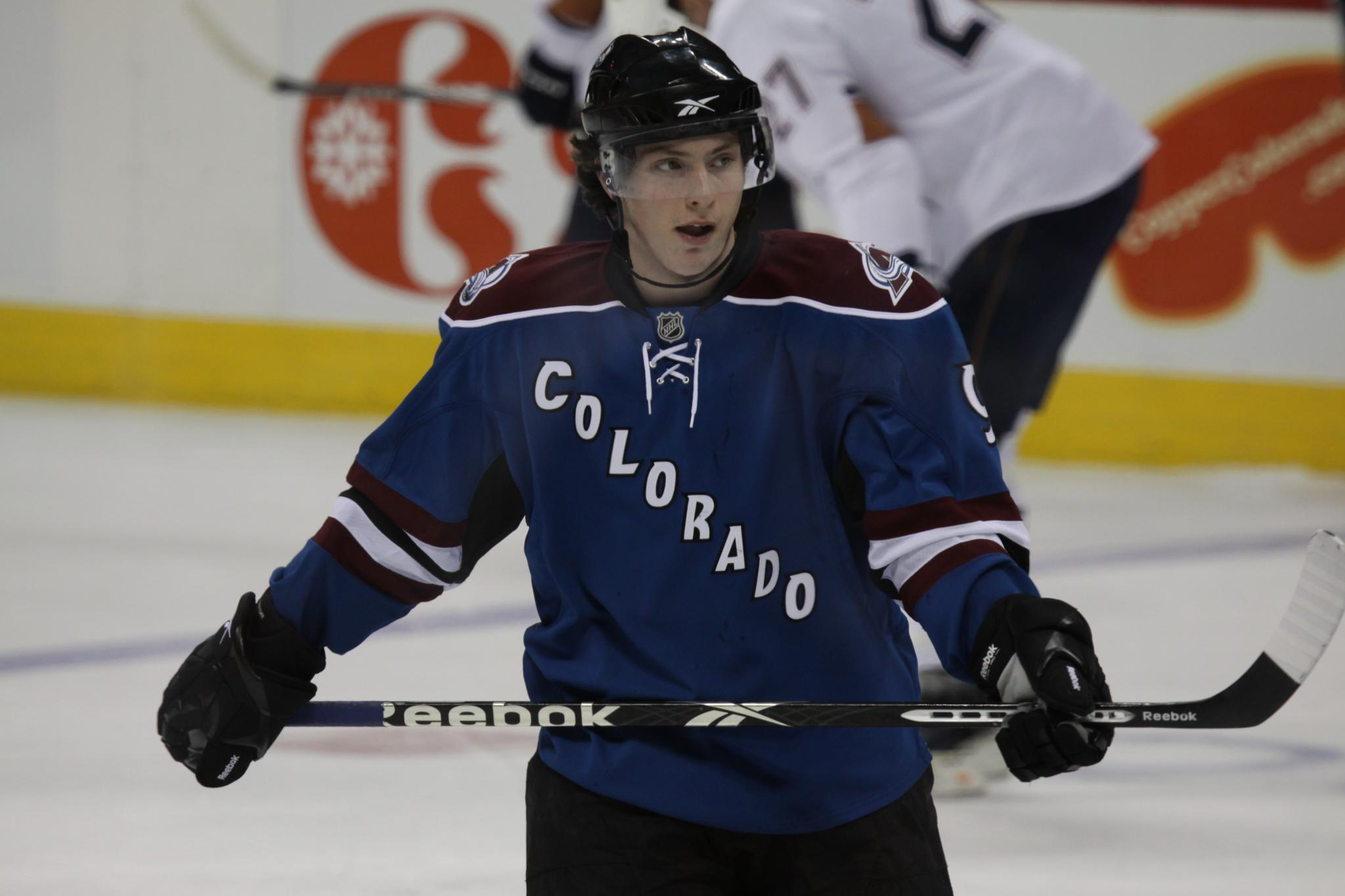
Duchene im Trikot der Colorado Avalanche

Duchene wuchs in Haliburton in der Provinz Ontario auf und spielte zunächst für die Central Ontario Wolves in der unterklassigen Juniorenliga in Ontario, bevor der Stürmer bei der OHL Priority Selection 2007 von den Brampton Battalion ausgewählt wurde. Für diese stand Duchene erstmals in der Saison 2007/08 in der Ontario Hockey League auf dem Eis. In den zwei Jahren in Brampton erreichte er mit 61 Toren und 68 Torvorlagen gute statistische Werte. Gemeinsam mit seinem Teamkollegen Cody Hodgson führte er die Brampton Battalion in der Spielzeit 2008/09 bis in das OHL-Finale. Dort unterlag das Team dem späteren Memorial-Cup-Sieger Windsor Spitfires.
Vor dem NHL Entry Draft 2009 wurde der technisch versierte Stürmer auf Grund seines ausgeprägten Zwei-Wege-Spiels mit Qualitäten in der Offensive sowie der Defensive von einigen Experten und Journalisten mit ehemaligen NHL-Spielern wie Steve Yzerman und Joe Sakic verglichen. Letzteren bezeichnet Duchene selber als sein Vorbild neben Peter Forsberg. Er wurde von den Scouts im Vorfeld des Drafts als zweitbester nordamerikanischer Jugendspieler hinter John Tavares bewertet. Am Tag des Drafts wurde er in Montréal von der Colorado Avalanche – das Team, für welches er als Heranwachsender geschwärmt hatte – in der ersten Runde an insgesamt dritter Position ausgewählt.

### NHL
Gleich in seinem ersten Spiel erzielte er seinen ersten Assist. Sein erstes Tor erzielte am 17. Oktober gegen den langjährigen Rivalen der Avalanche, Detroit Red Wings. Im Dezember 2009 wurde Matt Duchene von der NHL als Rookie des Monats ausgezeichnet, nachdem er in 14 Spielen fünf Tore und acht Assists erzielte. Duchene beendete seine erste Saison in der NHL als bester Scorer in der Rookie-Kategorie und hatte maßgeblichen Anteil an dem Playoff-Einzug der Avalanche, die im Jahr zuvor die schlechteste Spielzeit in ihrer Geschichte absolvierte und den letzten Platz in der Western Conference belegte. Im Western-Conference-Viertelfinale schied Colorado nach sechs Spielen gegen die San Jose Sharks aus. Duchene kam in allen Spielen Colorados zum Einsatz und erzielte dabei drei Assists.
Im Anschluss an die Saison wurde der Center in das NHL All-Rookie-Team gewählt und zusammen mit Detroits Torwart Jimmy Howard und Tyler Myers für die Calder Memorial Trophy nominiert, die jährlich an den besten Rookie vergeben wird. Der Pokal ging allerdings an den Verteidiger Myers von den Buffalo Sabres.
In seinem zweiten Jahr als Profi wurde Matt Duchene erstmals in das NHL All-Star-Game eingeladen, nachdem er in den ersten 43 Spielen der Saison 2010/11 18 Tore sowie 25 Vorlagen erzielte. Der Stürmer traf in diesem Spiel einmal ins Tor. Darüber hinaus bekam er als erster Spieler überhaupt in der Geschichte des All-Star-Games einen Penalty zugesprochen. Sein Schussversuch wurde jedoch von Torhüter Henrik Lundqvist gestoppt. Die Colorado Avalanche verpasste in dieser Spielzeit die Play-offs. Duchene beendete die Saison als Colorados erfolgreichster Scorer mit insgesamt 67 erzielten Punkten in 80 Spielen.
In der Spielzeit 2011/12 konnte der Offensivakteur aufgrund von Verletzungen am linken Knie sowie am rechten Knöchel nur 58 von 82 möglichen Partien absolvieren. Am 2. Oktober 2012 unterschrieb er aufgrund des Lockouts vor Beginn der NHL-Saison 2012/13 einen auf zwei Monate beschränkten Vertrag bei Frölunda HC aus der schwedischen Elitserien. Zusätzlich absolvierte er vier Partien für den HC Ambrì-Piotta in der Schweizer National League A.
Im Laufe der folgenden Jahre etablierte sich Duchene als einer der besten Scorer seines Teams, so erzielte während seiner Zeit in Colorado kein Spieler annähernd so viele Punkte für die Avalanche wie der Kanadier. Allerdings häuften sich spätestens mit der sportlich indiskutablen Saison 2016/17 die Wechselgerüchte um ihn, die dann schließlich im November 2017 in einem Transfer von Duchene zu den Ottawa Senators mündeten. In einem größeren Tauschgeschäft waren dabei die Nashville Predators dritte Partei, die Kyle Turris von den Senators erhielten und im Gegenzug Samuel Girard, Wladislaw Kamenew sowie ein Zweitrunden-Wahlrecht für den NHL Entry Draft 2018 abgaben. Ottawa selbst steuerte Andrew Hammond, Shane Bowers sowie ein konditionales Erstrunden-Wahlrecht im Draft 2018 und ein Drittrunden-Wahlrecht im NHL Entry Draft 2019 bei, sodass die Avalanche in Summe vier Spieler und drei Draftpicks für Duchene erhielt. Das Erstrunden-Wahlrecht für den Draft 2018 konnte Ottawa behalten, falls es sich um einen Pick in den Top 10 handelte, und stattdessen das Wahlrecht für die erste Runde im Jahr darauf nach Colorado schicken. Dies geschah in der Folge, so wählten die Senators 2018 an vierter Position und gaben das Wahlrecht für 2019 ab.
Die Vorstellung des kanadischen Hauptstadtklubs, um Duchene herum eine schlagkräftige Mannschaft aufzubauen, zerschlugen sich aber spätestens im Sommer 2018. Nach einem erneut schwachen Jahr gelang es nicht, die Leistungsträger Mike Hoffman und Erik Karlsson langfristig zu binden, die daraufhin zu anderen Teams transferiert wurden. Schließlich wurde Duchene selbst wenige Tage vor der Trade Deadline gemeinsam mit Julius Bergman an die Columbus Blue Jackets abgegeben. Diese schickten im Gegenzug Witali Abramow, Jonathan Davidsson sowie zwei konditionale Erstrunden-Wahlrechte als Kompensation nach Ottawa. Das Wahlrecht für den NHL Entry Draft 2019 war lottery protected, hätte sich also um ein Jahr nach hinten verschoben, sofern es über die Draft-Lotterie unter die ersten drei Plätze gelangt wäre – dies geschah nicht. Das zweite Wahlrecht, das Ottawa nur erhält, sofern Duchene einen neuen Vertrag in Columbus unterzeichnet, gilt für den NHL Entry Draft 2020, würde sich in ersterem Falle jedoch ebenfalls um ein Jahr nach hinten verschieben. Außerdem verließen mit Mark Stone und Ryan Dzingel, der ebenfalls nach Columbus wechselte, nahezu alle verbliebenen Leistungsträger die Senators, sodass der sportliche „Ausverkauf“ des Teams mehr oder weniger komplettiert wurde.
Bei den Blue Jackets beendete Duchene die Saison und wechselte anschließend im Juli 2019 als Free Agent zu den Nashville Predators, bei denen er einen Siebenjahresvertrag unterzeichnete, der ihm ein durchschnittliches Jahresgehalt von acht Millionen US-Dollar einbringen soll. Im Trikot der Predators verzeichnete der Angreifer in der Saison 2021/22 mit 86 Punkten aus 78 Spielen seine bisher beste Offensivstatistik und erreichte zugleich erstmals einen Punkteschnitt von über 1,0 pro Spiel. Seine 43 Treffer stellten zudem einen neuen Franchise-Rekord in Nashville dar, was für seine 86 Punkte ebenso gegolten hätte, hätte Roman Josi im gleichen Jahr nicht 96 Punkte erreicht.
Nach der Spielzeit 2022/23 allerdings bezahlten ihm die Predators seine drei verbleibenden Vertragsjahre vorzeitig aus (buy-out), sodass er sich im Juli 2023 als Free Agent im Rahmen eines Einjahresvertrag den Dallas Stars anschloss. Im Trikot der Stars bestritt er im Dezember 2023 seine insgesamt 1000. Partie der regulären Saison in der NHL.

### International
Auf internationaler Bühne vertrat Duchene die kanadische Nationalmannschaft bei der U18-Junioren-Weltmeisterschaft 2008 im russischen Kasan. Der Center kam in allen sieben Spielen der Kanadier zum Einsatz und erzielte dabei fünf Tore und drei Torvorlagen. Mit dem Team gewann er nach einem 8:0-Finalsieg gegen die russische Junioren-Auswahl die Goldmedaille. Beim Ivan Hlinka Memorial Tournament wenige Monate später belegte er erneut nach einem Finalsieg gegen die Russen mit seinem Team den ersten Platz. Bei der Eishockey-Weltmeisterschaft 2010 in Deutschland gab der Center sein internationales Debüt als Profi. Ein Medaillenrang wurde jedoch verfehlt, die Mannschaft schied im Viertelfinale gegen die Russen aus dem Turnier aus. Bei der Weltmeisterschaft im Jahr darauf war der Stürmer erneut im Kader der Kanadier, die Mannschaft schied jedoch wie im Vorjahr im Viertelfinale gegen Russland aus. Duchene kam bei allen sieben Spielen zum Einsatz und blieb bei diesem Turnier ohne Scorerpunkt. 2014 wurde er mit der kanadischen Nationalmannschaft Olympiasieger. 2015 und 2016 gewann er jeweils die Goldmedaille bei Weltmeisterschaften.
Ferner vertrat er sein Heimatland beim World Cup of Hockey 2016 und gewann mit dem Team auch dort die Goldmedaille.

## Erfolge und Auszeichnungen
| - 2009 Teilnahme am CHL Top Prospects Game - 2009 Bobby Smith Trophy - 2009 NHL-Rookie des Monats Dezember | - 2010 NHL All-Rookie-Team - 2011 Teilnahme am NHL All-Star-Game - 2016 Teilnahme am NHL All-Star Game |

### International
| - 2008 Goldmedaille bei der World U-17 Hockey Challenge - 2008 Goldmedaille bei der U18-Junioren-Weltmeisterschaft - 2008 Goldmedaille beim Ivan Hlinka Memorial Tournament - 2014 Goldmedaille bei den Olympischen Winterspielen | - 2015 Goldmedaille bei der Weltmeisterschaft - 2016 Goldmedaille bei der Weltmeisterschaft - 2016 Goldmedaille beim World Cup of Hockey - 2017 Silbermedaille bei der Weltmeisterschaft |

## Karrierestatistik
Stand: Ende der Saison 2024/25

### International
Vertrat Kanada bei:
| - World U-17 Hockey Challenge 2008 - U18-Junioren-Weltmeisterschaft 2008 - Ivan Hlinka Memorial Tournament 2008 - Weltmeisterschaft 2010 - Weltmeisterschaft 2011 - Weltmeisterschaft 2013 | - Olympischen Winterspielen 2014 - Weltmeisterschaft 2015 - Weltmeisterschaft 2016 - World Cup of Hockey 2016 - Weltmeisterschaft 2017 |

(Legende zur Spielerstatistik: Sp oder GP = absolvierte Spiele; T oder G = erzielte Tore; V oder A = erzielte Assists; Pkt oder Pts = erzielte Scorerpunkte; SM oder PIM = erhaltene Strafminuten; +/− = Plus/Minus-Bilanz; PP = erzielte Überzahltore; SH = erzielte Unterzahltore; GW = erzielte Siegtore; 1 Play-downs/Relegation; Kursiv: Statistik nicht vollständig)